# ナウティキャット

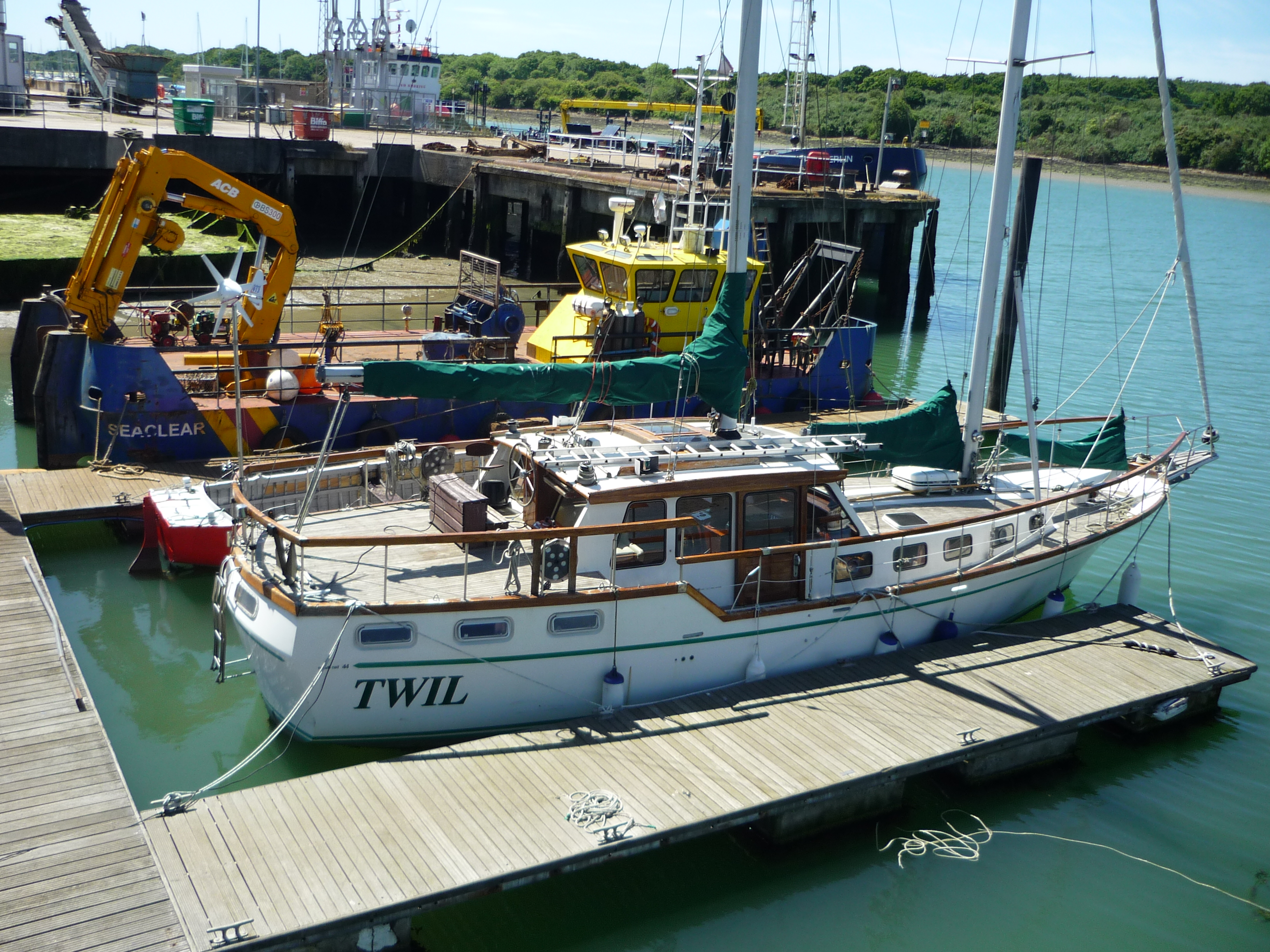
Nauticat 44

ナウティキャット（Nauticat Yachts）はヨット（帆船）などのプレジャーボートを製造するフィンランドのメーカーである。

## 歴史
ナウティキャット社は当初、1950年代後半よりシルタラ・ヨット社（Siltala Yachts）の社名でFRP製の小型のヨットやモーターボートの製造を開始した。
その後1966年に発売したナウティキャット33（Nauticat33）がヒット商品となり大きく売れ行きを伸ばした事により同社がヨーロッパにおいて有数のヨット製造業者の一つとなる礎となる。このナウティキャット33は通常のヨットと比べると大きめのエンジンを搭載し機走性能が普通のヨットと比較してとても良く、また船内からも操船できるようにヨット後方のデッキ（外）と、ヨット中央のパイロットハウス（船内）の２ヶ所にラット（操舵輪）を配するなどの工夫も凝らされていたため荒天時の操船がしやすいヨットに仕上がっていた。このようなタイプのヨットをモーターセーラー（Motor sailer）と呼ぶ。
このナウティキャット・シリーズの大ヒットにより、その後2002年に社名をシルタラ・ヨット社から現在の社名であるナウティキャット社に変更した。
2011年現在、造船工場はフィンランド南西部の都市トゥルク近郊のリーヒコスキという町にあり、従業員数は約100名程で、年間のヨット製造数は約30～50艇ほどである。創業以来の累計製造数は1,000艇を超えてる。
なお、ナウティキャットとは「nautical（船舶の、海上の、などの意味）」と「Cat（ネコ）」を組み合わせた造語であり「海の上をネコのように自由に動き回れるようなヨット」という願いを込めて名付けられている。

## リンク
- Nauticat